# Hornby Railways

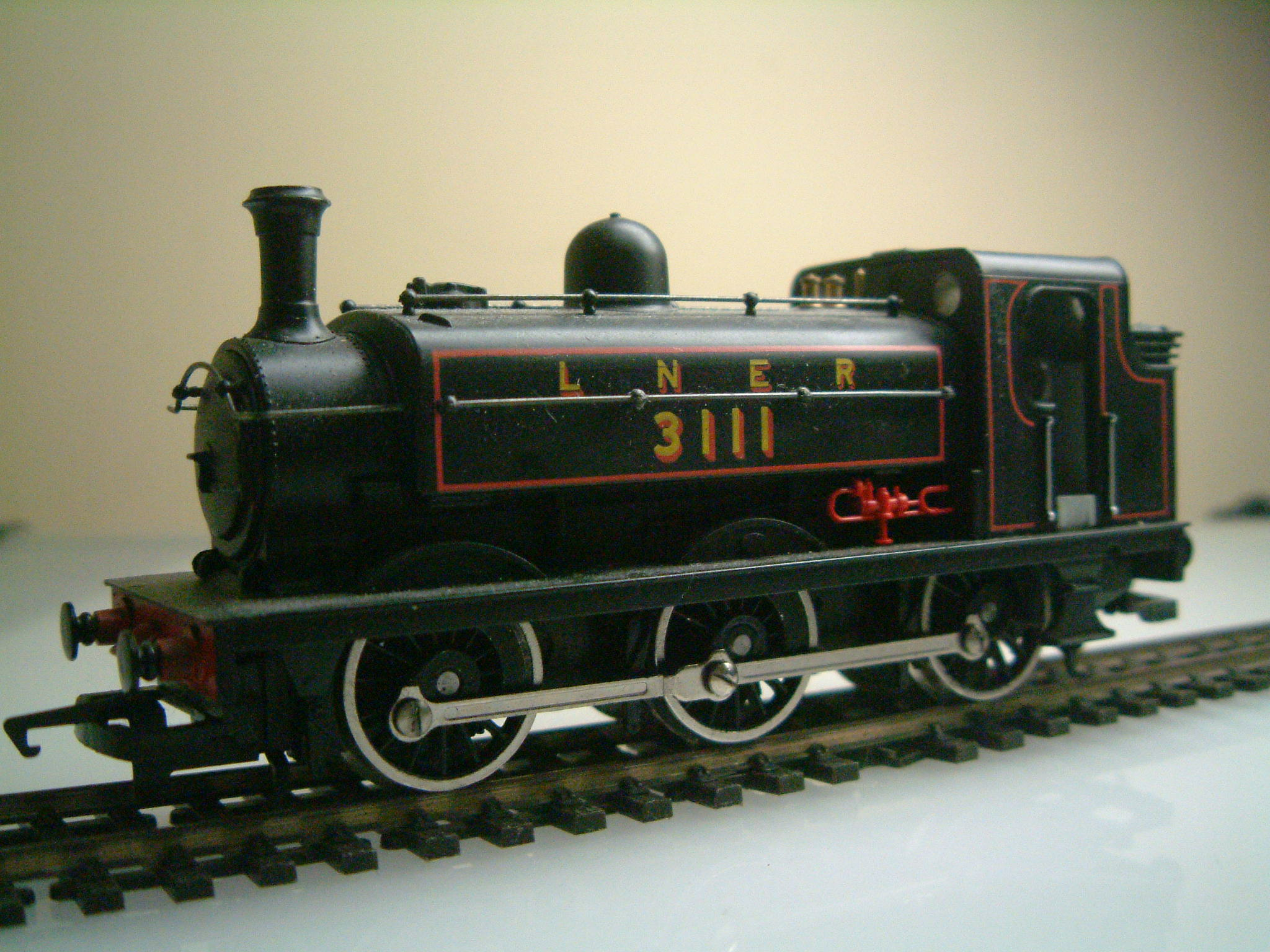
Modell av lokomotiv i Great Northern Railway-klass J13, ett lokomotiv som i original tillverkades 1897–1909

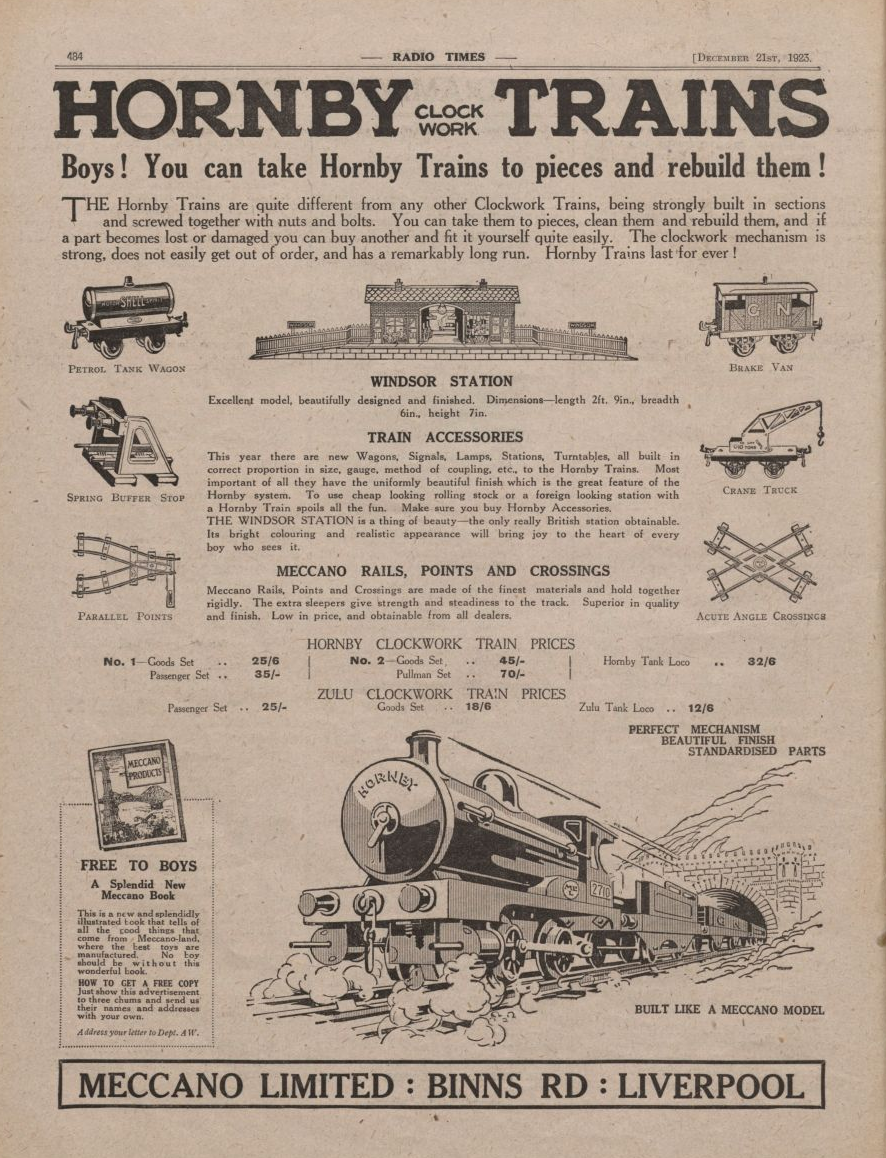
Annonsering av Hornby i The Radio Times, 1923

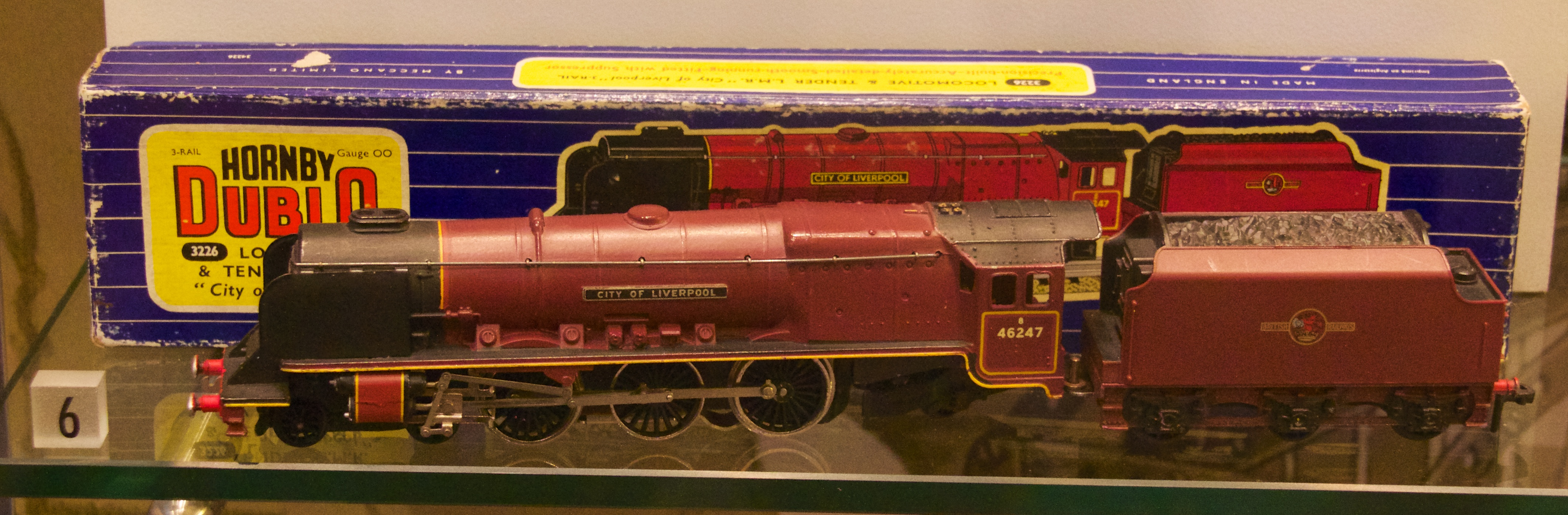
Hornby Dublo-modell av LMS Coronation-klasslokomotivet City of Liverpool, vilket i original tillverkades 1943

Hornby Railways är en brittisk leksakstillverkare. Företaget grundades 1901 av Frank Hornby i Liverpool i Storbritannien. Denne fick samma år patent på Meccano. År 1920 började företaget tillverka modelltåg med fjäderuppdragna motorer och 1938 lanserade Hornby också modelltåg i 00-skala. 
Hornby och Meccano köptes 1964 upp av konkurrenten Tri-ang. Hornby Railways blev åter ett självständigt bolag på 1980-talet och börsnoterades, men blev efter ekonomiska problem 2017 utköpt av brittiska Phoenix Asset Management.
I Hornbys sortiment ingår modellbilar och andra leksaker med varumärkena Bassett-Lowke, Corgi, Jouef, Lima, Pocher och Scalextric.
Hornby var till en början handelsnamnet för Meccano Ltd:s modelltåg. Hornby lanserade 1920 sitt första tåg, med urverk och i 0-skala (1:48). Därefter följde ett elektriskt modelltåg, vilket inte lyckades, men det ersattes 1925 av ett mer lyckosamt 100-volts växelströmssystem.
Av säkerhetsskäl lanserades lågvoltssystem med 4 volt- och 6 volt-motorer, och senare av ett pålitligt 20 volt-växelströmssystem på 1930-talet. Fjädermotortåg i 0-skala förblev dock huvudprodukten fram till 1937 i konkurrens med Leeds Model Company och Bassett-Lowke.
Hornby etablerade också tillverkning i Frankrike samt från 1927 i USA. 
Meccano lanserade tåg i 00-skala 1938 under namnet "Hornby Dublo". Lokomotiven gjordes i gjutmetall.
År 1964 köptes Hornby av Lines Bros Ltd, som ägde det konkurrerande varumärket Tri-ang, och slog samman de båda märkena till Tri-ang Hornby. Hornbys sortiment ersattes av  Tri-angs. Tri-ang gick i konkurs 1971. Tri-ang Hornby såldes då till Dunbee-Combex-Marx för att 1972 bli Hornby Railways. 
Omkring 1980 rådde hårda marknadsförutsättningar, vilket ledde till att Dunbee-Combex-Marx gick i konkurs. Hornbys namn ändrades till Hornby Hobbies, och 1981 genomfördes ett management buyout. Åren 1995-1999 flyttades tillverkningen till Guangdong-provinsen i Kina.
Efter det att Hornby hade köpt italienska Lima, som tidigare köpt franska Jouef. År 2006 köpte Hornby Hobbies Airfix och Humbrol samt 2008 Corgi Classics Limited.